# Стюарт-Джарретт, Нейтан
Нейтан Ллойд Стюарт-Джарретт (англ. Nathan Lloyd Stewart-Jarrett, род.4 декабря 1985, Лондон) — английский актёр, наиболее известный по роли Кёртиса в сериале «Отбросы».
Бросил в 2002 году «Brit School», чтобы поступить в «Центральную школу сценической речи и драматического искусства», где получил высшее образование. Играл Краутера в восстановленной пьесе «Любители истории» (которая была экранизирована с оригинальным актёрским составом) в Национальном театре.
Снялся в нескольких фильмах а также в клипе на песню группы Years & Years. Его персонаж в сериале «Отбросы» («Плохие») — Кёртис Донован (en:Curtis Donovan) — спокойный и даже несколько флегматичный парень, спортсмен, чья карьера была испорчена арестом за хранение наркотиков, что и привело его на исправительные работы. Стюарт-Джарретт рассказывал в интервью, что прослушивание на роль было для него серьёзным испытанием. Критика положительно оценила работу актёра, похвалы были высказаны в частности в The Guardian. Нейтон Стюарт-Джарретт был номинирован за эту роль на премию выдающемуся актёру в жанре «фантастика» на телевизионном фестиваля в Монте-Карло в 2011 году.
В 2017 году Стюарт-Джарретт исполнил роль дрэг-квин Белиз в постановке двухчастной пьесы Тони Кушнера «Ангелы в Америке» (реж. Мэриэнн Эллиотт) в Королевском национальном театре.

## Фильмография
| Год       | Фильм                                | Роль           | Заметка                        |
| --------- | ------------------------------------ | -------------- | ------------------------------ |
| 2007      | Катастрофа                           | Люк Уитби      | Телевизионный сериал           |
| 2009      | Подъём — Apples and Oranges          | Сэм            | Телевизионный сериал           |
| 2009      | Чисто английское убийство (The Bill) | Джорджи        | Телевизионный сериал           |
| 2009—2013 | Отбросы (Misfits)                    | Кёртис         | Телевизионный сериал           |
| 2010      | Деньги                               | Феликс         | Раздельные телевизионные серии |
| 2013—2014 | Утопия                               | И́эн            | Телевизионный сериал           |
| 2014      | Дом Хемингуэй                        | Хью            |                                |
| 2016      | Гудини и Дойл                        | Элиас Доуни    | Мини-сериал                    |
| 2017      | Популярна и влюблена                 | Барретт Хоппер | Телевизионный сериал           |
| 2018      | Вита и Вирджиния                     | Ральф Партридж |                                |
| 2019      | Моп (Mope)                           | Стив Драйвер   |                                |
| 2020      | Дракула                              | Адиса          |                                |
| 2021      | Доктор Кто                           | Лео            | Сериал                         |
| 2021      | Кэндимен                             | Трой Картрайт  |                                |
| 2021      | Поколение                            | Сэм            | Телевизионный сериал           |
| 2023      | Женщина                              | Жюль           |                                |
| 2024      | Тихое место: Азраэль                 | Кенан          |                                |